# Vorsø
Vorsø er en 62 ha stor ø, som ligger ved Horsens Fjords nordlige bred. Den er, som landskabet omkring fjorden i det hele taget, resultatet af den seneste istids omflytninger af jorden, men desuden har landhævningen siden istiden givet øen en bræmme af lave strandenge og lavvandet kyst. Øen tilhører Miljøministeriet og er beboet af naturvejleder Jens Gregersen. Han bor på Vorsø med sin familie som den eneste. Vorsø er nemlig fredet, og der er adgang forbudt. Øen er kun tilgængelig via den gamle vadesti og der er kun adgang for offentligheden i form af guidede ture, få dage om året. For at beskytte flora og fauna på øen er den lukket for offentlighedens adgang i perioden fra 1. april til 15. juli. Fredningshistorien og øens status som et levende, biologisk laboratorium gør den interessant langt ud over landets grænser

## Fredningshistorie
Zoologen Herluf Winge oprettede i 1919 et legat til køb af "et Fristed eller flere til Fredning af Planter og Dyr, også de såkaldte skadelige". Dette blev virkeliggjort i form af et naturreservat, oprettet i 1928 af brødrene Herluf og Oluf Winge med en legatfundats af 1919.
Vorsø blev fredet da Københavns Universitet købte øen i 1928. Pengene stammede fra Herluf Winges opsparede formue. Winge var en af samtidens mest indflydelsesrige naturvidenskabsmænd og en aktiv samfundsdebattør. Hans bror, ornitologen Oluf Winge, er af eftertiden blevet kaldt Danmarks første naturfredningsmand, og ligesom ham var Herluf Winge stærkt optaget af nye tanker om naturen i Danmark: Han ville sikre særlige beskyttede områder, hvor dyr og planter kunne overlades helt til sig selv. Det skulle udelukkende ske af hensyn til naturen selv, herunder den del af naturen som i almindelighed blev opfattet som grim og skadelig. En tanke der mildest talt var kontroversiel i begyndelsen af 1900-tallet.
Da Herluf Winges legat i 1979 ikke længere havde midler til at drive fristedet, blev ejendommen overdraget til Miljøministeriet, og Vorsø administreres nu under Silkeborg Statsskovdistrikt.
Et godt 2.000 hektar stort område på nordsiden af Horsens Fjord er fredet. Fredningen omfatter landskabet omkring Søvind, Sondrup og Åkær og inkluderer desuden Vorsø. I det fredede område er der ikke kun geologiske og landskabelige værdier, men også historiske og miljømæssige interesser, bl.a. herregården Åkærs jorde.
Fredningen er reguleret ved Bekendtgørelse nr. 777 af 26.08.1994 om fredning af Vorsø, Vorsø Kalv og Langøerne samt den omliggende del af fisketerritoriet. Disse områder og strandengene ved Havmarken og Brigsted samt farvandet ud for kysten er udpeget som Ramsarområde nr. 13, fuglebeskyttelsesområde nr. 36 og dansk habitatområde nr. 52.

### Natur- og vildtreservat
Vorsø er i dag et vildt- og naturreservat med en feltstation, der administreres af Silkeborg Statsskovdistrikt under Naturstyrelsen, men administreres i overensstemmelse med bestemmelserne i Herluf Winges legat.
For at beskytte Vorsøs natur er der adgangsforbud på øen og i en bræmme omkring, med der kan ved ansøgning opnås besøgstilladelse. 

## Vorsøs natur i dag

### Udgangssituationen
Øen var i 1928 dækket af to skove, nogle småplantninger og dyrkede arealer. Skovene og landbrugsjorden fik fra begyndelsen lov at udvikle sig, uden at mennesker blandede sig. 15 ha af landbrugsjorden blev dog fortsat dyrket indtil 1978. Det år overtog Skov- og Naturstyrelsen øen, og landbrugsdrift blev indstillet, og man lod den naturlige succession bestemme på hele øen.

### Floraudvikling
Den landbrugsjord, der blev opgivet fra begyndelsen, er nu ved at være tilgroet med skov. På store dele af disse jorde er der nu ungskov, og de senest opgivne jorde gennemgår en lignende udvikling. Skovene på Vorsø består af Almindelig Ask, Storbladet Elm, Almindelig Bøg, Ahorn og Stilk-Eg. På de senest opgivne marker er der krat af Almindelig Hassel, Hvidtjørn, Almindelig Hyld, Slåen, forskellige Roser og Pilearter. Der er også en del ungskov, hovedsageligt bestående af Ahorn. Vorsøs flora er efterhånden ved at være meget varieret, og man har registreret næsten 600 arter. Blandt de mere specielle planter findes Bredbladet Klokke, Kær-Svinemælk, Pomerans-Høgeurt, Skov-Hullæbe og Tyndakset Gøgeurt. På de stykker, hvor der endnu ikke er indvandret buske og træer, findes en vegetation hovedsageligt bestående af Hindbær, Korbær, Ager-Tidsel og Almindelig Draphavre. Indtil for nylig var Gederams dominerende på nogle af markerne, men den er nu i tilbagegang. Bregnen Almindelig Mangeløv har sine steder dannet tætte bestande.
Man har iagttaget en tiltagende mængde af planter som Burre-Snerre, Ager-Tidsel og Stor Nælde, der efterhånden er dominerende visse steder. Man formoder, at det skyldes den rigelige tilgang af kvælstofgødning fra de store fuglekolonier.

### Faunaudvikling
De første år fandtes der ikke rovdyr på øen, men ræv og grævling indvandrede hurtigt, og det blev enden på nogle mågekolonier på de lave øer i farvandet omkring Vorsø. Efter at fast beboelse var ophørt i 1980, indvandrede rådyr til øen. Mosegrise og markmus er meget almindelige, men bliver holdt i skak af ræve og mårer.
Der yngler omkring 50 fuglearter på Vorsø. Det er velkendt, at øen rummer en stor koloni af skarver, men også råger og fiskehejrer har kolonier. Stære og ringduer yngler i stor stil, og det samme gælder en varieret bestand af småfugle. De er fordelt efter deres foretrukne biotoper, sådan at man f.eks. finder tornsanger og kærsanger på de arealer, der endnu er træfri. De kratagtige tilgroningsområder har bestande af bl.a. nattergal, havesanger og tornirisk. I skovene findes bogfinke, munk og flagspætte, og gærdesmutten trives over hele øen. Den sjældne huldue er blevet ynglefugl i de mange udgåede træer, hvor den finder mange redemuligheder. Af større rovfugle findes ynglende par af natugle og skovhornugle.
Af padder og krybdyr findes kun skrubtudse, som yngler i en dam ved universitetets feltstation.
Insekterne nyder godt af at leve på en ø, hvor træer får lov at blive gamle og hule, hvor de væltede træer bliver liggende, og hvor pesticidforbruget er ophørt. Der giver grundlag for et rigt liv af sommerfugle, biller, svirrefluer og bier. Man har optalt ca. 350 arter af større sommerfugle på øen, der bl.a. rummer sjældenheder som iris, sørgekåbe og guldhale, men også almindelige arter som aurora og stor kålsommerfugl.